# Cupa Mondială de Baschet Masculin din 2023 - Grupa D
Grupa D de la Cupa Mondială de Baschet Masculin din 2023 a fost o grupă preliminară din cadrul Cupei Mondiale de Baschet Masculin din 2023 care și-a desfășurat meciurile la Mall of Asia Arena, Pasay. Echipele care au făcut parte din această grupă au fost: Egipt, Lituania, Mexic și Muntenegru. Fiecare echipă va juca cu fiecare echipă, primele două se vor califica pentru a doua rundă, iar ultimele două pentru stabilirea clasamentului.

## Echipe
| Echipă     | Calificare                      | Calificare        | Apariție | Apariție | Apariție     | Cea mai bună performanță | CM |
| Echipă     | Ca                              | Dată              | Ultima   | Total    | Continuitate | Cea mai bună performanță | CM |
| ---------- | ------------------------------- | ----------------- | -------- | -------- | ------------ | ------------------------ | -- |
| Egipt      | Primele trei locuri din Grupa I | 24 februarie 2023 | 2014     | 7        | 1            | locul 5 (1950)           | 55 |
| Lituania   | Primele trei locuri din Grupa K | 14 noiembrie 2023 | 2019     | 6        | 5            | locul 3 (2010)           | 8  |
| Mexic      | Primele trei locuri din grupa F | 26 februarie 2023 | 2014     | 6        | 1            | locul 8 (1967)           | 31 |
| Muntenegru | Primele trei locuri din Grupa K | 26 februarie 2023 | 2019     | 2        | 2            | locul 25 (2019)          | 18 |

## Clasament
| Loc | Echipa     | M | V | Î | PM  | PP  | DP  | P | Calificare                               |
| --- | ---------- | - | - | - | --- | --- | --- | - | ---------------------------------------- |
| 1   | Lituania   | 3 | 3 | 0 | 280 | 204 | +76 | 6 | Avansează în Etapa a doua                |
| 2   | Muntenegru | 3 | 2 | 1 | 251 | 236 | +15 | 5 | Avansează în Etapa a doua                |
| 3   | Egipt      | 3 | 1 | 2 | 241 | 254 | -13 | 4 | Calificare pentru meciurile de clasament |
| 4   | Mexic      | 3 | 0 | 3 | 209 | 287 | -78 | 3 | Calificare pentru meciurile de clasament |

Legendă:
M = meciuri jucate, V = victorii, Î = înfrângeri, PM = puncte marcate, PP = puncte primite, DP = diferență de puncte, P = puncte

## Meciuri

### Mexic vs. Muntenegru
| 25 august 2023 16:45 |

| Boxscore |

| Mexic                                          | 71–91 | Muntenegru                                   |
| Scorul pe sferturi: 19–19, 20–29, 19–20, 13–23 |       |                                              |
| Pt: Cruz 16 Rec: Jaimes 8 Pase: Stoll 7        |       | Pt: Vučević 27 Rec: Vučević 10 Pase: Perry 7 |

### Egipt vs. Lituania
| 25 august 2023 20:30 |

| Boxscore |

| Egipt                                           | 67–93 | Lituania                                                |
| Scorul pe sferturi: 12–26, 22–20, 19–24, 14–23  |       |                                                         |
| Pt: Marei 14 Rec: Marei 9 Pase: trei jucători 3 |       | Pt: Normantas 18 Rec: Valančiūnas 10 Pase: Brazdeikis 5 |

### Muntenegru vs. Egipt
| 27 august 2023 16:45 |

| Boxscore |

| Muntenegru                                            | 89–74 | Egipt                                    |
| Scorul pe sferturi: 27–17, 24–20, 19–19, 19–18        |       |                                          |
| Pt: Vučević 16 Rec: Radončić, Vučević 7 Pase: Perry 7 |       | Pt: Amin 26 Rec: Gardner 8 Pase: Gendy 4 |

### Lituania vs. Mexic
| 28 august 2023 20:45 |

| Boxscore |

| Lituania                                                              | 96–66 | Mexic                                             |
| Scorul pe sferturi: 32–17, 21–17, 23–17, 20–15                        |       |                                                   |
| Pt: Jokubaitis, Valančiūnas 15 Rec: Valančiūnas 12 Pase: Jokubaitis 7 |       | Pt: Girón 13 Rec: Ibarra, Jaimes 6 Pase: Jaimes 4 |

### Egipt vs. Mexic
| 30 august 2023 16:40 |

| Boxscore |

| Egipt                                          | 100–72 | Mexic                                            |
| Scorul pe sferturi: 30–16, 29–19, 18–21, 23–16 |        |                                                  |
| Pt: Amin 22 Rec: Marei 10 Pase: Amin 10        |        | Pt: Cruz, Ibarra 21 Rec: Jaimes 6 Pase: Stoll 14 |

### Muntenegru vs. Lituania
| 30 august 2023 20:40 |

| Boxscore |

| Muntenegru                                            | 71–91 | Lituania                                                 |
| Scorul pe sferturi: 27–26, 13–22, 10–18, 21–25        |       |                                                          |
| Pt: Vučević 19 Rec: Simonović 6 Pase: șase jucători 2 |       | Pt: Jokubaitis 19 Rec: Sedekerskis 11 Pase: Jokubaitis 6 |